# 安賢美
安 賢美（アン・ヒョンミ）、は韓国の詩人。2001年、季刊『文学トンネ』に『ゴムゴム』ほか4作を発表し、デビューした。詩集として『ゴムゴム』 (2006)、『別れの再構成』 (2009)がある。彼女の詩は、90年代韓国の後日談文学や女性の告白詩といった系列の延長線上から出発したと言える。

## 略歴
安賢美はアカデミズムに陥った一部のフェミニストたちとは異なり、男性中心の官僚社会による女性への差別と抑圧を、女性労働者としての「実存的」肉声を盛り込んで描いているという点で、彼女は今日の韓国において非常に意味のある存在といえる。
しかし、彼女を女性主義詩人に分類することは、彼女の詩を過度に単純化する行為だ。彼女は、女性を含めたサパルタン(従属的社会集団)の人生全般に注目する。サパルタンは語ることができるか、というガヤトリ・スピヴァクの問いは、彼女の詩において、「いまだ言語になれずに」噴出する女性の岬吟と鴫咽の形て繰り返し現れる。またこの「言語を持たない」貧しい存在たちは、彼女の詩の中で、悲しみで体が縮こまった「虫」の姿でしばしば描かれる。 
自ら語ることができない「虫」であるサパルタンが語るためには、いったいどうすればよいのだろうか。彼女は、「ウソとしての詩を作る」という方法論を掲げる。損なわれた世界に損なわれた方法で立ち向かおうとするという点において、彼女は自らの方法を「不穏なものJと規定する。あらゆる精神的価値が資本の力の前に屈するこの高度資本主義社会では、正気を保って生きているのがむしろ異常なことであり、そうであるがゆえに詩人は「錯乱の動作」、「つぶやくウソ」で、この偽善に満ちた世界を生きるほかはないというスタンスを示している。

## 年譜
- 1972年、大韓民国江原道太白市で生まれる
- 2001年、文学トンネ新人賞受賞
- 2010年、第28回　申東曄創作賞受賞

## 代表作品
- ゴムゴム (고무고무)
- 陸橋 (육교)
- ハシシ (하시시)
- 遺書 (유서)
- 恋文 (연애편지)
- 出会い (만남)
- 去ってゆく人 (떠나 갈 사람)
- 皆既月食 (개기월식)